# Thomasomys lojapiuranus
Thomasomys lojapiuranus — вид гризунів з роду Thomasomys, відомий з Перу та Еквадору. Він складається з популяцій, які були ідентифіковані як Thomasomys cinereus, поки їх не ідентифікували як новий вид у 2023 році.
Вид зустрічається в департаменті Піура на півночі Перу та прилеглій провінції Лоха на півдні Еквадору. Наукова назва об'єднує назви цих двох адміністративних одиниць. Зустрічається в гірських лісах на висоті до 3481 метра. Рекорд найнижчої висоти становить 1198 метрів, але цей рекорд є підозрілим, оскільки він надзвичайно низький для Thomasomys і в незвичайному середовищі існування. Найнижчий надійний рекорд становить 1737 метрів.
Характерні риси включають бурувате хутро на спині, сіре або коричневе хутро знизу та довгі вібриси. Хвіст трохи довший за голову й тулуб. Рострум, передня частина черепа, відносно широкий порівняно з аналогічними видами.